# ششتي
ششتي (بالإنجليزية: Shashthi or Shashti)‏، و(بالسنسكريتية: षष्ठी)‏، هي إلهة هندوسية، جرى تكريمها في نيبال والهند باعتبارها الراعية والحامية للأطفال. وهي أيضًا إلهة الغطاء النباتي والتكاثر ويعتقد أنها تمنح الأطفال وتساعد أثناء الولادة. غالبًا ما تُصور على أنها شخصية أمومية، تركب قطة وترضع طفلًا أو أكثر. وتُمثل بشكل رمزي في مجموعة متنوعة من الأشكال، بما في ذلك إبريق من الخزف أو شجرة أثأب أو جزء منها أو حجر أحمر أسفل هذه الشجرة. عُرفت في الهندوسية بالكينونة البدئية والأم العظيمة للجميع.